# والتر داف
والتر داف (22 أبريل 1876 بسيدني في أستراليا - 11 نوفمبر 1921) (بالإنجليزية: Walter Duff)‏ هو لاعب كريكت أسترالي.

## وصلات خارجية
- والتر داف على موقع إي آس بي آن كريك إنفو (الإنجليزية)